# Saints & Sinners (album, Johnny Winter)
Saints And Sinners je studiové album amerického bluesového kytaristy Johnny Wintera, vydané v roce 1974. Na albu spolupracuje i s Rickem Derringerem nebo se svým bratrem Edgarem Winterem.

## Seznam skladeb
1. "Stone County" (Supa) - 3:32
2. "Blinded By Love" (Allen Toussaint)- 4:28
3. "Thirty Days" (Chuck Berry) - 3:00
4. "Stray Cat Blues" (Mick Jagger, Keith Richards) - 4:15
5. "Bad Luck Situation" (Winter) - 2:49
6. "Rollin' 'Cross the Country" (Hartman, E. Winter) - 4:32
7. "Riot In Cell Block Nine" (Jerry Leiber, Mike Stoller) - 3:09
8. "Hurtin' So Bad" (Winter) - 4:38
9. "Bony Moronie" (Larry Williams) - 2:37
10. "Feedback on Highway 101" (Van Morrison) - 4:24
11. "Dirty" (Winter) - 4:00

## Sestava
- Johnny Winter - kytara, harmonika, zpěv
- Edgar Winter - syntezátor, klávesy, alt saxofon, zpěv
- Rick Derringer - syntezátor, baskytara, kytara
- Bobby Caldwell - perkuse
- Randy Jo Hobbs - baskytara
- Randy Brecker - trubka
- Louis del Gatto - tenor saxofon
- Lani Groves - zpěv
- Carl Hall - zpěv
- Dan Hartman - baskytara, kytara, bicí, zpěv
- Richard Hughes - bicí
- Barbara Massey - zpěv
- Alan Rubin - trubka
- John Smith - saxofon
- Tasha Thomas - zpěv